# سینمای کوبا
سینمای کوبا (انگلیسی: Cinema of Cuba) به صنعت فیلم در کوبا اشاره دارد. سینما در اوایل قرن بیستم به وارد کوبا شد. پیش از انقلاب کوبا در ۱۹۵۹، حدود ۸۰ فیلم بلند در کوبا ساخته شد که بیشترشان ملودرام بودند. به دنبال انقلاب، کوبا وارد دوره طلایی سینمای خود شد. از فیلم‌سازان مطرح کوبایی می‌توان به اومبرتو سولاس و خوان کارلوس تابیو اشاره کرد.
از فیلم‌های مطرح کوبایی می‌توان به شام آخر، ماداگاسکار، آموزگار، مادریگال، مرگ یک بوروکرات، من کوبا هستم، ونیز، توت‌فرنگی و شکلات و لیست انتظار اشاره کرد. 
جشنواره فیلم هاوانا در کوبا برگزار می‌شود.